# Chrysogaster curvistylus
Chrysogaster curvistylus är en tvåvingeart som beskrevs av Ante Vujic och Stuke 1998. Chrysogaster curvistylus ingår i släktet ängsblomflugor, och familjen blomflugor. Inga underarter finns listade i Catalogue of Life.